# GripShift
GripShift è un gioco sviluppato da Sidhe Interactive e co-pubblicato da Red Mile Enternainment, Sony Online Entertainment e Ubisoft  per la PSP nel 2005. Il gioco è stato poi distribuito per il download su PlayStation 3 tramite il PlayStation Store, e per le Xbox 360 via Xbox Live Arcade. GripShift è un incrocio tra un piattaforme / puzzle come Super Monkey Ball e un gioco di guida come Stunt Car Racer.

## Modalità di gioco
- Più di 100 diversi livelli in 4 mondi a tema.
- Percorsi multipli, scorciatoie, salti, rampe, power-up e pericoli da evitare.
- Race Mode prevede di gareggiare contro la CPU o altri giocatori.
- 8 giochi bonus compresi Penguin Bowling, Bomb Pool, Soccer Crazy, Snaker, Hockey su ghiaccio e altro ancora.
- Wireless multiplayer per un massimo di 4 giocatori attraverso la funzione del sistema PSP.
- È possibile creare un circuito personale con track editor.
- La capacità di condividere in modalità wireless con gli amici.
- 6 personaggi giocabili e veicoli personalizzabili.

GripShift che permette ai giocatori anche di creare brani personalizzati e condividerli con gli amici. Questo può essere fatto tramite il sistema PSP in modalità Ad-Hoc.

## Contenuti extra
Il 13 febbraio 2008, il pacchetto "di espansione Turbo" che contiene contenuti scaricabili è stato pubblicato per 350 Microsoft Points. Il contenuto aggiunge nuovi single player e modalità multiplayer, otto circuiti, otto Deathmatch Arena, e diciotto nuovi brani musicali.
Recentemente, un exploit è stato scoperto nel gioco che ha permesso l'esecuzione di un codice non firmato (homebrew) che utilizza un bug, su tutti i firmware e le schede madri, anche PSP 3000.

### Versione PlayStation 3
In questa versione sono state agghiunte barriere pista per aiutare i giocatori a rimanere sulla strada. La guidabilità del veicolo è stata sostanzialmente modificata e ora dispone di una velocità superiore, il giocatore procede dal livello principiante fino ai livelli folli. Il veicolo gestisce anche in modo diverso dalla strada e seconda di ciò che è sulla superficie. Per esempio quando si trova sul ghiaccio. Inoltre:
- 150 livelli impegnativi nei 4 mondi a tema.
- Quattro giocatori nella Race Mode online.
- 38 diversi brani musicali.
- Obiettivi multipli nei livelli.

Questa versione non è più disponibile per l'acquisto dal 2014.

## Accoglienza
| Recensione GripShift per piattaforma | Recensione GripShift per piattaforma | Recensione GripShift per piattaforma | Recensione GripShift per piattaforma |
| Pubblicazione                        | PSP                                  | PS3 (PSN)                            | XBLA                                 |
| ------------------------------------ | ------------------------------------ | ------------------------------------ | ------------------------------------ |
| GameSpot                             | 6.5/10                               | 6.5/10                               |                                      |
| IGN                                  | 7.5/10                               | 7/10                                 | 7/10                                 |
| 1UP.com                              | D-                                   |                                      | A                                    |
| Eurogamer                            | 7/10                                 | 8/10                                 | 8/10                                 |
| Recensioni multiple                  |                                      |                                      |                                      |
| Pubblicazione                        | PSP                                  | PS3 (PSN)                            | XBLA                                 |
| Game Rankings                        | 73%                                  | 67%                                  | 73%                                  |
| Metacritic                           | 70%                                  | 67%                                  | 72%                                  |

GripShift ha vinto numerosi premi dalla sua commercializzazione. All'Australia 2005 Game Developers Conference GripShift ha vinto "Best Handheld Game", "Miglior Level Design" e "Best Game Design".
Alla fine del 2005 IGN ha assegnato a GripShift un premio per il design più innovativo per un gioco portatile.
GripShift anche vinto "Best Game palmare" nel 2005 .
IGN ha dato alla versione Xbox Live Arcade di GripShift un 7.0, affermando "... È più gioco rispetto alla maggior parte dei titoli presenti su XBLA". 1UP.com ha assegnato una A, nel rating.